# Paul Brock
Paul Brock is een Ierse traditionele accordeon en melodeon speler, hij is afkomstig uit de County Clare, Ierland. Hij speelt bij de groep Moving Cloud, dit is een Ierse groep, voornamelijk uit Ennis, County Clare, Ierland afkomstig. Het is een traditioneel kwintet opgericht in 1989. De groep speelt een grote variatie van dansstijlen zoals jigs, reels, horn pipes, barn dances, clogs, walsen, polka's en flings. Sinds 1904 is Paul mede-oprichter van The Brock McGuire Band
waarin ook optreden Manus McGuire viool, Enda Scahill banjo, Ferghal Scahill gitaar en bodhrán en Denis Carey piano.

## Discografie
- Mo Chairdin (Solo)
- Frankie Gavin & Paul Brock - A Tribute to Joe Cooley
- Moving Cloud - 1995
- Foxglove (Moving Cloud) - 1998
- The Brock McGuire Band - 2004
- Humdinger - 2007